# Risonanza di Helmholtz

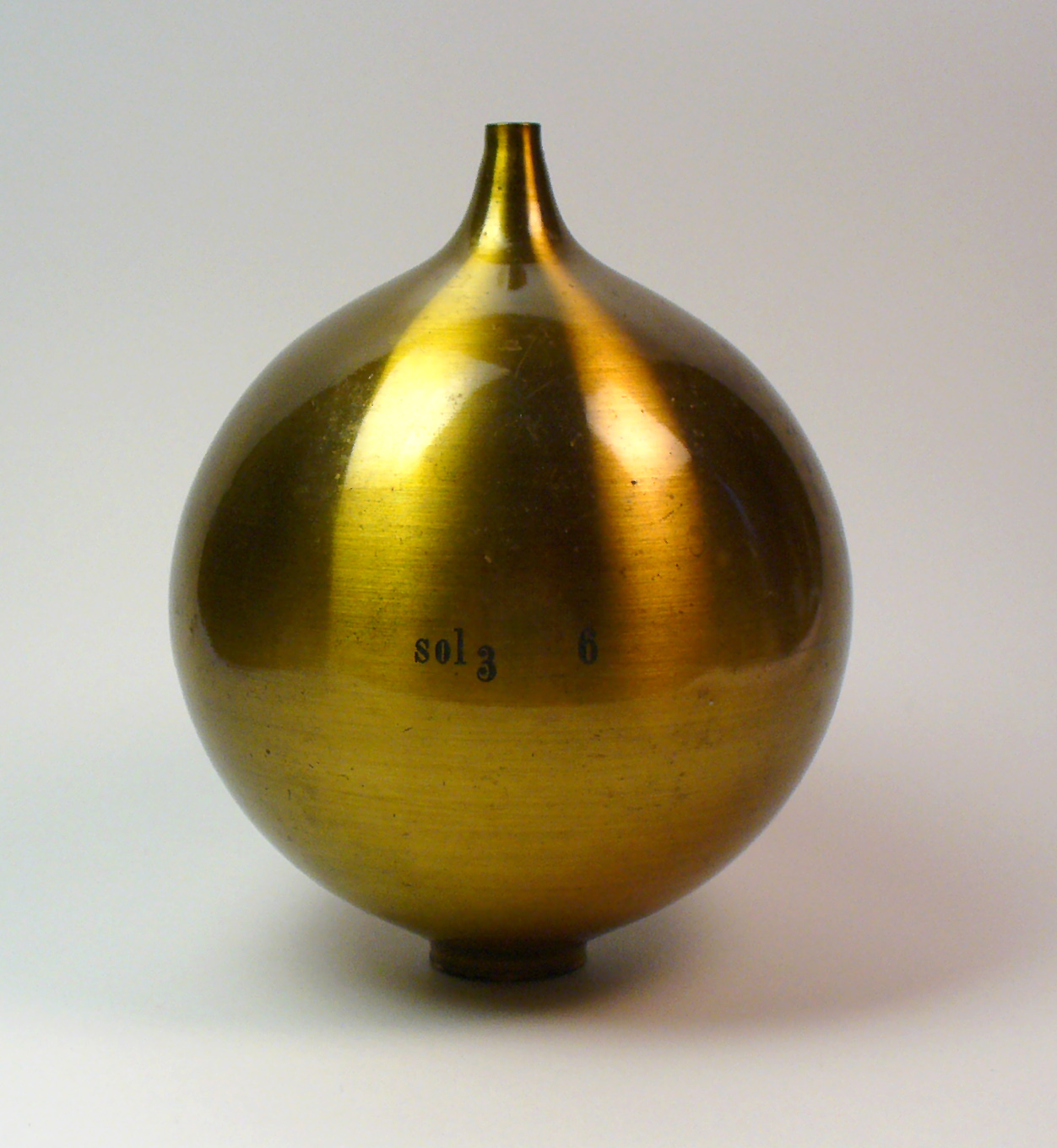
Un risuonatore di Helmholtz in ottone, basato su disegno originale del 1890-1900 ca.

La risonanza di Helmholtz è il fenomeno di risonanza dell'aria in una cavità. Molte persone conoscono tale fenomeno, anche se ne ignorano il meccanismo: quando si soffia delicatamente attraverso il collo di una bottiglia vuota, il suono prodotto è dovuto alla risonanza di Helmholtz. Il fenomeno fu studiato dallo scienziato tedesco Hermann von Helmholtz, da cui prende il nome.

## Spiegazione qualitativa
Quando dell'aria in eccesso viene forzata attraverso una cavità, la pressione all'interno della stessa aumenta. Una volta che la forza esterna che ha causato la forzatura dell'aria cessa, l'aria a maggior pressione presente all'interno della cavità tenderà a fuoriuscire dallo stesso punto da cui era entrata. Comunque, questo flusso di aria in uscita tenderà a sovracompensare, e la cavità rimarrà ad una pressione leggermente inferiore a quella esterna, provocando un risucchio d'aria. Questo processo si ripete con intensità decrescente della sovracompensazione, fino a smorzarsi.

## Spiegazione quantitativa
È possibile ricavare la frequenza propria del risuonatore ricorrendo al modello dell'oscillatore armonico. Per risuonatori con collo cilindrico o rettangolare la frequenza di risonanza è proporzionale a:
- la radice quadrata dell'inverso del volume della cavità
- la radice quadrata dell'inverso della lunghezza dello sbocco della cavità
- la radice quadrata dell'area dell'apertura della cavità

Si può quindi derivare facilmente la seguente formula per la frequenza di risonanza:
{\displaystyle f_{H}={\frac {v}{2\pi }}{\sqrt {\frac {A}{VL}}}}
dove v è la velocità del suono nell'aria o nel mezzo di propagazione espressa in m/s, ƒH è la frequenza di risonanza in Hz, A è l'area della sezione trasversale del collo in metri quadri, L è la lunghezza del collo in metri, V è il volume della cavità in metri cubi.

## Applicazioni
La risonanza di Helmholtz è utilizzata nei pannelli forati per interventi di fonoassorbimento in acustica architettonica. In tal caso il risuonatore agisce come smorzatore dinamico per le onde sonore in ambienti in cui sono presenti fenomeni di risonanza acustica ovvero di riverbero prolungato ad una specifica frequenza.  
Trova inoltre applicazione nei motori a combustione interna (air-box, polmone di recupero), nei subwoofer (tramite il sistema bass reflex).
Anche alcuni strumenti musicali come il flauto di Pan, l'hang (o handpan) e l'ocarina basano il loro funzionamento su questo principio. La sua applicazione è analoga a quella del Tuned Mass Damper.
In ambito aeronautico, o più in generale aerodinamico, il risuonatore di Helmholtz è utilizzato per il controllo dello strato limite. In questo caso il fondo del risuonatore è costituito da una membrana vibrante ad una precisa frequenza.